# ヤングMC
ヤングMC（英語: Young M.C.、1967年5月10日 - ）は、アメリカ合衆国の歌手、俳優、ラッパー。
グラミー賞を受賞した1989年の曲『バスト・ア・ムーヴ』で知られ、デビュー・アルバム『ストーン・コールド・ライミン』は国際的に賞賛された。このほか、映画やテレビ番組などにも出演している。

## ディスコグラフィ

### シングル
- バスト・ア・ムーヴ - 1989年グラミー賞 最優秀ラップ・パフォーマンス賞受賞曲
- The Bust A Move (The Y2K Remix)

### アルバム
- ストーン・コールド・ライミン（1989年）
- Brainstorm（1991年）
- What's The Flavor（1993年）
- Return of the 1 Hit Wonder（1997年）
- Ain't Going Out Like That（2000年）
- Engage the Enzyme（2002年）
- Bust A Move & Other Hits（2003年） - ベストアルバム